# Védett faj
A védett faj kifejezés alatt az adott földrajzi területen természetvédelmi oltalom alatt álló faj fogalma értendő. A kifejezés vonatkozhat állat- és növényfajokra egyaránt, a védelmet általában a fajnak (vagy a faj adott területen élő populációjának) a veszélyeztetettsége indokolja.
Állatok esetében a fogalom ellentétpárja (hozzávetőlegesen) a vadászható (szabadon elejthető, befogható) faj, de a két fogalomkör határvonala nem húzható meg élesen, mert a vadászható fajok egy része is csak korlátozott módon elejthető, és a védett fajok között is akadnak olyanok, amelyek egyedei bizonyos körülmények között (például nagyfokú gazdasági károkozás vagy annak veszélye esetén) elejthetőek.
Növények esetében a fogalomnak nincs igazán kialakult ellentétpárja, a nem védett növényfajok lehetnek gyomfajok, erdő-, mezőgazdasági, gyógyászati vagy ipari hasznosítású vad növényfajok és termesztett kultúrfajok egyaránt.

## A védett faj fogalma az állatvilágban
A közvélemény és a szakmai nyelv is a vadászható fajokat általában úgy tekinti, mintha azok "védtelenek" lennének. Ennek oka, hogy a vadon élő fajok védetté nyilvánítása - a XIX. század végi kezdetektől fogva - hasznosításuk (vadászat, csapdázás, madárhálózás) vagy irtásuk (kártékony fajok, kártevők, dúvad) megtiltását jelentette.
Ez a szemlélet mind a mai napig szakmai körökben is él és nehezen változik. A vadászati jogszabályok változásából azonban egyértelműen kimutatható, hogy a modern vadászati jog súlypontja a vadászati jogok védelméről áthelyeződött a biológiai sokféleség védelmére, a vadon élő állatok egészséges állományainak fenntartására és tartamos hasznosításukra, valamint az élőhelyek védelmére.
A vadászati jogszabályok a következők meghatározásával biztosíthatják a vadászható fajok (vad) védelmét:
- az adott faj mikor vadászható (vadászidény).
- a vadászat hol gyakorolható (vadászterület).
- jogszerűen kik vadászhatnak (vadászok, azaz vadászati engedéllyel rendelkező személyek).
- egyes vadfajok esetében milyen eszközök használhatók (vadászfegyverek, képzett vadászebek, ragadozó madarak).
- az egyes vadfajok esetében milyen vadászati módok alkalmazhatók (egyéni vadászat, társas vadászat).
- az idényen belül mely napokon lehet vadászni (a hét bizonyos napjainak tiltása), valamint a nap mely részében lehet vadászni (pl. éjszakai vadászat tiltása).
- az egyes vadfajokból idényenként (vadgazdálkodási tervezés) vagy vadásznaponként (napi terítékkvóta) mennyi ejthető el.

A magyar vadászati jogszabályok ezeket az előírásokat a Berni egyezmény, valamint az EU madárvédelmi irányelve és élőhelyvédelmi irányelve alapján tartalmazzák.
A fentieken túl meg kell említeni a vad élőhelyének védelmét és fejlesztését, valamint a vadászterület őrzését, amivel a vadászok szintén hozzájárulhatnak a vadon élő állatok védelméhez.

## Szakirodalom
- Csányi, S. 2005. A vadgazdálkodás és a vadászat az Európai Unióban. Országos Vadgazdálkodási Adattár, SZIE Vadbiológiai és Vadgazdálkodási Tanszék, Gödöllő, Gödöllő. 18pp. (2. kiadás)
- Csányi, S. 2006. Az államigazgatási feladatokkal kapcsolatos jogi fogalmak. 200-209. oldal in: Heltay, I. és Kabai, P. (szerk.) Hivatásos vadászok kézikönyve. I. Országos Magyar Vadászkamara, Budapest
- Csányi, S. 2006. Vadgazdálkodási és vadászati vonatkozású nemzetközi természetvédelmi egyezmények. 312-329. oldal in: Heltay, I. és Kabai, P. (szerk.) Hivatásos vadászok kézikönyve. I. Országos Magyar Vadászkamara, Budapest
- Csányi, S. és Heltai, M. 2006. Vadászati jog és igazgatás. Egyetemi jegyzet. Szent István Egyetem, Vadbiológiai és Vadgazdálkodási Tanszék, Gödöllő. 61pp. (v4.00 kiadás)
- 13/2001. (V. 9.) KöM rendelet és a növényvédelmi tevékenységről szóló 43/2010. (IV. 23.) FVM rendelet módosításáról. Magyar Közlöny, 128. sz. (2012. szept. 28.) 20903–21019. o.,
- Vadon élő állatok védelmét az 1996. évi LIII. törvény szabályozza

## Lásd még
- Veszélyeztetett faj
- Veszélyeztetett állatfajok listája
- Veszélyeztetett növényfajok listája
- Magyarországon védett és fokozottan védett növények listája
- Magyarország védett állatai
- Vadászható faj